# Средње школе у Смедеревској Паланци
На територији Смедеревске Паланке налази се следеће средње школе:

## Гимназије

### Гимназија
Школа се налази у улици Вука Караџића 18.

## Струковне школе

### Машинско-електротехничка школа „Гоша“
Школа се налази у улици Индустријска 66.

### Хемијско-технилошка и прехрамбена школа „Жикица Дамњановић“
Школа се налази у улици Главашева 81.